# Johann Vermehren
Johann Vermehren (* 21. November 1634 in Lübeck; † 7. November 1710 in Rostock) war Hofrat von fünf Herzögen zu Mecklenburg.

## Leben
Johann Vermehren war ein Sohn von Paul Ver Mehren (1600–1664), Seidenhändler in Lübeck, aus der Ehe mit Elisabeth Susanna, geb. von Münster. Sein älterer Bruder Paul Ver Mehren übernahm das Seidengeschäft des Vaters. Michael und Paul Vermehren waren dessen Söhne. Seit seinem 10. Lebensjahr besuchte Johann die Domschule Ratzeburg. Im Mai 1650 immatrikulierte sich Johannes von Maehren an der Universität Rostock; er studierte hier und an den Universitäten Gießen, Marburg und Helmstedt Rechtswissenschaften. In Gießen war er 1655 Respondent einer Disputation unter dem Vorsitz von Jacob Le Bleu. 1660 unternahm er eine Grand Tour, die ihn in die Schweiz, England, Frankreich und Italien führte. Auf der Rückreise besuchte er Augsburg, Mainz und den Reichstag zu Regensburg.
Nach seiner Rückkehr nach Lübeck ernannte ihn Herzog Karl zu Mecklenburg (1626–1670), der in Mirow apanagierte zweitälteste Sohn des regierenden Herzogs Adolf Friedrich I., zu seinem Rat. Als Karl 1670 starb, übernahm ihn sein Bruder Johann Georg (Mecklenburg). Auch der regierende Herzog von Mecklenburg-Schwerin Christian Ludwig I. wollte ihn in seinen Dienst nehmen, was Vermehren aber zunächst ablehnte. Nach Johann Georgs Tod wurde Vermehren 1676 Rat von dessen Bruder Friedrich zu Mecklenburg, dem Prinzen von Grabow. Nachdem auch dieser 1688 verstorben war, nahm Vermehren den Ruf Christian Ludwigs an und zog nach Schwerin. Hier blieb er auch nach Christian Ludwigs Tod und diente ab 1692 auch noch seinem Nachfolger Friedrich Wilhelm I., ab 1692 als Hofrat, später als Geheimrat.
Johann Vermehren heiratete Christina Wolters am 9. Juli 1680; Christina Wolters starb kurz nach der Geburt ihrer Tochter Christina 1681. Johann Vermehren heiratete danach im Jahre 1684 Anna Elisabeth Wibbeking [Wiedeking] und hatte vier weitere Kinder: Johann, Friedrich, Anna Elisabeth und Sarah Regina.

## Werke
- Disputatio Politica De Jungenda Cum Armis Prudentia Quam Aura Divinae Gratiae Aspirante. Giessae: Chemlinianus 1655